# Nambungia balyarta
Nambungia balyarta är en insektsart som beskrevs av Otte, D. och R.D. Alexander 1983. Nambungia balyarta ingår i släktet Nambungia och familjen syrsor. Inga underarter finns listade i Catalogue of Life.